# 朝那镇
朝那镇，是中华人民共和国甘肃省平凉市灵台县下辖的一个乡镇级行政单位。

## 行政区划
朝那镇下辖以下地区：
西张村、社古村、后沟村、什字村、三里村、老庄村、马寨村、街子村、小寨村、盘头村、干涝村和高崖村。